# Limnia louisianae
Limnia louisianae är en tvåvingeart som beskrevs av Axel Leonard Melander 1920. Limnia louisianae ingår i släktet Limnia och familjen kärrflugor. Inga underarter finns listade i Catalogue of Life.